# Ballhausplatz

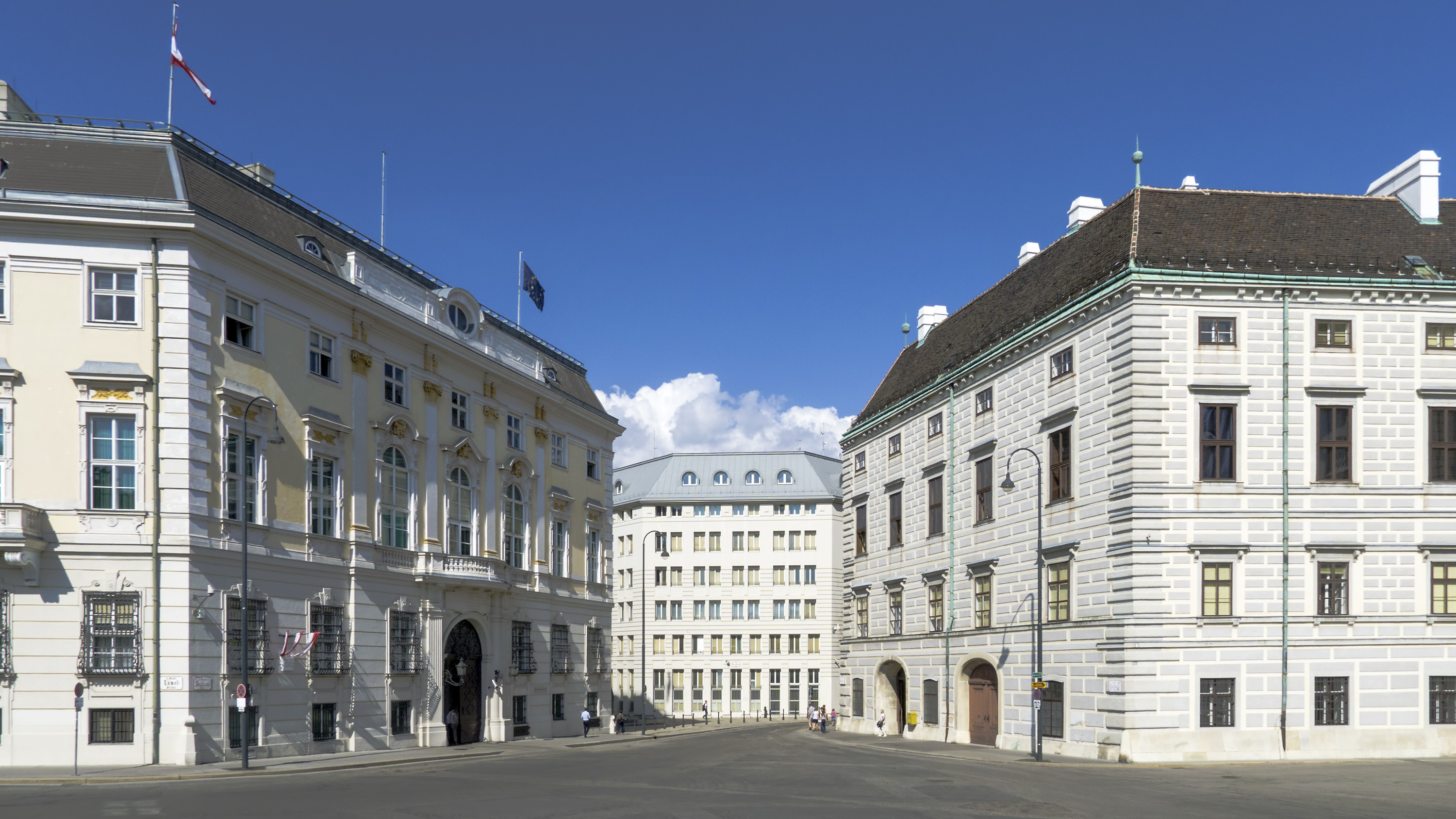
Vue sur la Ballhausplatz, la chancellerie à gauche et la Hofburg à droite.

La Ballhausplatz est une place dans le centre de Vienne, capitale de l'Autriche. Elle est située dans le premier arrondissement, appelé Innere Stadt, à quelques minutes de l'édifice du Parlement autrichien et près du palais impérial de Hofburg.
Cet espace, compris entre la chancellerie fédérale (Ballhausplatz 2), la Hofburg et la Heldenplatz est, par métonymie, l'équivalent de « l'Élysée » à Paris ou « 10 Downing Street » à Londres. C'est ici que se trouve la résidence officielle du Chancelier fédéral et du Cabinet autrichien et en conséquence, le nom de Ballhausplatz est souvent utilisé comme raccourci pour désigner la chancellerie fédérale autrichienne. La résidence officielle du président fédéral (Ballhausplatz 1) se situe en face dans une aile de la Hofburg. 
Le nom Ballhaus remonte à une ancienne maison de jeu de paume (un précurseur du tennis) que l'archiduc Ferdinand Ier introduisit à Vienne vers l'an 1521. Ce bâtiment a ensuite été utilisé par le Bureau des constructions de la Cour impériale (Hofbauamt). À la fin du XVIIIe siècle, le Ballhaus a été démoli. Jusqu'en 1754, la place elle-même n'existait pas, un hôpital impérial s'y trouvait. L'édifice actuel de la chancellerie a été construit en style baroque dans les années 1717–1719 sur la base des plans de l'architecte Lukas von Hildebrandt. Pendant des siècles, jusqu'en 1918, Ballhausplatz 2 était le siège du ministre des Affaires étrangères et du chancelier d’État de la monarchie de Habsbourg. 

## Sources
- (de) Cet article est partiellement ou en totalité issu de l’article de Wikipédia en allemand intitulé « Ballhausplatz » (voir la liste des auteurs).